# Nikolai Petrowitsch Starostin

Grabmal mit Büste Starostins auf dem Wagankowoer Friedhof in Moskau

Nikolai Petrowitsch Starostin (russisch Николай Петрович Старостин; * 13. Februarjul. / 26. Februar 1902greg. in Moskau; † 17. Februar 1996 ebenda) war ein sowjetisch-russischer Fußballspieler, Eishockeyspieler, Fußballtrainer und -funktionär. Er war einer der erfolgreichsten sowjetischen Fußballer der Zwischenkriegszeit und Mitgründer von Spartak Moskau, dessen langjähriger Präsident er auch wurde. In den 1940er und 1950er Jahren verbrachte er über elf Jahre in Haft, in Arbeitslagern und im Exil, ehe er nach Stalins Tod rehabilitiert wurde.

## Spielerkarriere

### Die Anfänge
Starostin wurde 1902 als ältester von vier Söhnen eines Jagdführers der zaristischen Jagdgesellschaft geboren. Mit dem Fußballspiel begann er im Alter von neun Jahren und besuchte ab dem 14. Lebensjahr eine Handelsakademie. Als der Vater bei einer Typhusepidemie im Jahr 1920 starb, wurde der 18-Jährige zum Familienoberhaupt und verdiente das nötige Geld als Fußballspieler im Sommer und Eishockeyspieler im Winter. Durch die Liberalisierungen der NEP war in diesen Bereichen ein gewisser Professionalismus möglich und die Vereine wurden wie Wirtschaftsunternehmen geführt.
Starostin spielte beim Moskauer Sportzirkel im von der Arbeiterklasse dominierten Industrievorort Presnia. Bei dem von einem Komsomolfunktionär geleiteten Verein, der bald in Krasnaia Presnia umbenannt wurde, konnte sich der Rechtsaußen schnell etablieren und spielte ab 1922 in der Moskauer Stadtauswahl, mit der er auch den russischen Meistertitel holte. (Überregionale Vereinsbewerbe gab es zu dieser Zeit in der Sowjetunion nicht.) Auch seine Brüder Alexander, Petr und Andrei traten sukzessive dem Verein bei, der neben den regionalen Meisterschaftsspielen auch Tourneen bestritt, die bis nach Zentralasien führten.
Starostin nahm bald eine führende Rolle im Verein ein, nicht nur sportlich, wo er Kapitän der Mannschaft wurde, sondern auch als Organisator, der über eine Reihe von Kontakten zu Politik, Wirtschaft und Intellektuellen verfügte. Als im Jahr 1926 die sowjetischen Sportvereine neu organisiert wurden und nunmehr nach Industriebranchen gegliedert wurden, fand Starostin die Gewerkschaft der Arbeiter der Lebensmittelindustrie als Trägerorganisation und der Verein nahm deren Namen Pischtschewik an. In den frühen 1930er Jahren lief man unter dem Namen der Tabakfabrik Dukat auf. Zwei weitere Male konnte Starostin, der mittlerweile auch Kapitän der Moskauer Auswahl war, den russischen Titel holen (1927, 1931), darüber hinaus auch zweimal den Unionstitel (1928, 1932).

### Nationalmannschaft
Ab Mitte der 1920er Jahre bestritt die Sowjetunion mehrere Jahre lang keine Länderspiele, danach war die Türkei der einzige Verband, der inoffizielle Spiele gegen die sowjetische Auswahl austrug. Nikolai Starostin gab sein Debüt im Oktober 1932 bei einem 2:2 gegen die türkische B-Mannschaft in Istanbul gleich als Kapitän der Mannschaft, wobei bei diesem Spiel auch seine Brüder Alexander und Andrei mitwirkten. Insgesamt sechsmal nahm der Rechtsaußen zwischen 1932 und 1934 an derartigen Begegnungen teil, wobei ihm 1933 auch ein Tor gelang.

### Gründung von Spartak
1934 nutzte Starostin seine Beziehungen zu Promkooperatsiia, einer Organisation, die die Angestellten des Dienstleistungs- und Handelssektors vertrat und im Handelsministerium angesiedelt war, und unterstellte den Verein dessen Trägerschaft, was auch zu einem neuerlichen Namenswechsel führte. Durch diesen Schritt standen dem Verein auch erhebliche finanzielle Mittel zur Verfügung, die dazu genutzt wurden, entsprechend gute Spieler zum Verein zu holen und eine führende Rolle im Moskauer Fußball auszubauen.
Etwa zur gleichen Zeit gelang es auch, den Leiter von Komsomol, Alexander Kosarew, der die Kontrolle seiner Organisation auf den Sport ausdehnen wollte, für den Verein zu interessieren, und so erhielt Starostin den Auftrag, eine Sportvereinigung zu schaffen und für diese einen neuen Namen zu suchen. Starostin schlug den Namen Spartak vor, welcher auf allgemeine Zustimmung der Beteiligten stieß. Über den Ursprung dieses Namens gibt es verschiedene Versionen, nach einer Version kam Starostin beim Lesen eines Buches über den Sklavenführer Spartacus auf diese Idee, nach einer anderen Version soll der Name auf ein 1927 veranstaltetes Spiel gegen eine deutsche Arbeitermannschaft zurückzuführen sein, welche nach dem Spartakusbund benannt war.
Starostin beendete seine aktive Karriere weitgehend, um sich nunmehr der neuen Sportvereinigung zu widmen.

## Trainer- und Funktionärskarriere

### Neuordnung im sowjetischen Fußball
Die Spartakorganisation nahm ihre Tätigkeit im April 1935 auf und war als polysportive und überregionale Sportvereinigung konzipiert. Politisch hatte sie die Unterstützung des Komsomol, wirtschaftlich jene der Promkooperatsiia, welche nach Angaben Starostins rund 15 % ihrer Einnahmen dem Verein zur Verfügung stellte. Im Gegensatz zu anderen großen Sportvereinigungen, welche wie Dynamo und ZDKA staatlichen Organisationen wie der Polizei oder der Armee unterstanden, wurde Spartak wegen seiner Gewerkschaftsnähe als ziviler Verein wahrgenommen und erfreute sich großer Popularität.
Etwa zur selben Zeit waren im sowjetischen Sport auch eine Abwendung vom reinen Körperkulturgedanken und eine Annäherung an den internationalen Wettkampfsport zu verzeichnen, was auch zum Teil auf eine Neuorientierung in der Außenpolitik zurückzuführen war. Starostin hatte bereits zur Hebung der Klasse des sowjetischen Fußballs stärkere und internationale Gegner gefordert und im Herbst 1934 trat eine Moskauer Stadtauswahl unter seiner Betreuung in Brünn gegen den SK Židenice an und konnte mit 3:2 siegreich bleiben, was der Trainer mit folgender Aussage kommentierte: „Wir haben uns das Recht gesichert, als erstklassige Fußballspieler in der internationale Einschätzung angesehen zu werden.“
Am Neujahrstag 1936 unterlag eine kombinierte Mannschaft von Spartak und Dynamo in Paris dem Racing Club de France mit 1:2 und obwohl die Sowjets eine respektable Leistung erbracht hatten, nutzte Starostin die Niederlage für einen Vorschlag zur radikalen Umstrukturierung des sowjetischen Fußballs. In einem Schreiben an die Sportbehörde und den Komsomol führte er im Februar 1936 aus:
„In den letzten zwei oder drei Jahren hat der sowjetische Fußball gezeigt, dass er auf derselben Ebene mit den besten europäischen Mannschaften steht. (…) Gleichzeitig zeigte uns eine bessere Bekanntschaft mit den Arbeitsbedingungen für ausländische Berufsfußballer – und sämtliche der besten Mannschaften in Europa bestehen aus Berufsfußballern – dass der Berufsfußball eine Reihe von Vorteilen gegenüber dem Amateurfußball hat.“
Er schlug eine professionelle Liga vor, die aus acht Vereinen aus sechs Städten bestehen sollte und meinte, dass dadurch jener Professionalismus legalisiert würde, „der bereits jetzt in unserem Fußball besteht.“
Starostins Vorschlag wurde von den Behörden aufgenommen und im selben Jahr wurde eine landesweite Liga eingeführt, welche aus Meisterdemonstrationsmannschaften bestand, die jeweils unter Führung einer Sportvereinigung oder einer Fabrik standen. Obwohl der Begriff des Professionalismus nicht offiziell verwendet wurde, war allgemein bekannt, dass die Spieler und Trainer bezahlt wurden. Starostin und seine Brüder erhielten bei Spartak Monatsgehälter von 2.000 Rubeln, rund das zehnfache eines durchschnittlichen Industriearbeitergehaltes.

### Die Rivalität Spartak – Dynamo
Von Beginn an entwickelte sich die neue Liga zu einem Zweikampf zwischen Spartak und Dynamo. Als Ergebnis des Kontaktes mit ausländischen Mannschaften hatten die beiden Vereine ihre Taktik auf das WM-System ausgerichtet. Die Frühjahrsmeisterschaft 1936 ging an den Polizeiverein, in der Herbstmeisterschaft hatte Starostins Mannschaft die Nase vorne.
Im Sommer dieses Jahres fand auch erstmals ein Fußballspiel auf dem Roten Platz statt. Für den Tag der Körperkultur war ursprünglich ein Demonstrationsspiel zwischen Spartak und Dynamo vorgesehen, die Dynamoverantwortlichen zogen ihre Zusage jedoch zurück, weil sie befürchteten ein Ball könnte irrtümlich die Kremlmauer oder gar Stalin selbst treffen. So traten dann zwei Spartakmannschaften auf einer Spielfläche aus grünem Filz an. Nikolai Starostin war Kapitän der einen Mannschaft, seine drei Brüder waren ebenfalls aufgestellt. Während des gesamten Spiels hatte Starostin stets ein Auge auf Kosarew, der neben Stalin stand und mit dem ein Zeichen mit einem Taschentuch vereinbart war, um für den Fall, dass Stalin sich langweilen sollte, das Spiel zu beenden.
1937 wurde auf eine Ganzjahresmeisterschaft umgestellt, die von Dynamo mit einem Punkt Vorsprung auf Spartak gewonnen werden konnte, im Folgejahr hingegen war Spartak sowohl in der Meisterschaft als auch im Cup erfolgreich. Schon 1937 kam es zu einer Tournee der Baskischen Fußballauswahl durch die Sowjetunion, um für die Sache der spanischen Republik zu werben und finanzielle Mittel aufzutreiben. In sechs von sieben Spielen zeigten sich die Basken deutlich überlegen. Obwohl ausgerechnet Spartak als einziges Team einen Sieg erreichen konnte, nahmen die Sportbehörden den aufgezeigten Klassenunterschied zum westeuropäischen Fußball zum Anlass, um neben verschiedenen organisatorischen Änderungen auch Untersuchungen gegen Spartak und seine Leitung anzustrengen. Dabei wurde den Starostins vorgeworfen, Spieler zu kaufen und zu verkaufen, unzureichende politische Arbeit zu leisten, öffentliche Mittel zu verschwenden, ausländische Waren von Tourneen mitzubringen und „bourgeoise Arbeitsmethoden im Sport einzuführen.“ Im Rahmen dieser Untersuchungen wurde Nikolai Starostin auch von Leichtathleten aus der Spartak-Organisation denunziert, die ihm kapitalistische Methoden vorwarfen, unter anderem mit der Aussage: „Nikolai Starostins Verhalten ist nicht jenes eines Vorsitzenden einer sowjetischen Sportvereiningung, sondern wie jenes eines Besitzers eines privaten Sportclubs, wie des Besitzers des Palais de Sport in Paris.“ Trotz dieser Vorwürfe konnte Starostin – wohl auch auf Grund seiner politischen Verbindungen – aber zunächst weiterarbeiten.

### Der Geheimdienstchef als Gegenspieler
Im November 1938, nach dem Großen Terror, wurde Lawrenti Beria zum Leiter des Innenministeriums und damit de facto zum Vorsitzenden von Dynamo. Beria war ein fanatischer Fußballanhänger und hatte in seiner Zeit in Georgien auch selbst Fußball gespielt. Dabei war er auf dem Spielfeld auch mit Starostin zusammengetroffen, der ihn später als einen „technisch schwachen, aber sehr groben linken Läufer“ beschrieb. Als die beiden später wieder in Moskau zusammentrafen, soll Beria den Spartakvorsitzenden mit den Worten „Hier ist der kleine So-und-so, der mir in Tiflis entkommen ist. Lass uns sehen, ob du jetzt auch davonkommst.“ angesprochen haben. Kurz nach seinem Amtsantritt ließ Beria im Rahmen der Großen Säuberung auch Kosarew verhaften, welcher schließlich hingerichtet wurde. Dadurch hatte Starostin seinen wichtigsten politischen Fürsprecher verloren.
Als Spartak nach dem Double 1938 auch 1939 die Meisterschaft gewann, schickte man sich an, den Doppelerfolg zu wiederholen, als man im Cup-Halbfinale Dinamo Tiflis besiegte. Beria griff in den Bewerb ein und setzte eine Wiederholung des Spiels auf Grund eines zweifelhaften Tores durch, obwohl zwischenzeitlich bereits das Finale ausgespielt worden war, das Spartak gegen Stalinez Leningrad gewonnen hatte. Starostin ließ sich jedoch nicht einschüchtern und Spartak gewann auch das Wiederholungsspiel gegen Berias Heimatmannschaft. Letzterer soll während des Spiels seinen Stuhl von der Tribüne geschleudert haben und wütend das Stadion verlassen haben.
Beria versuchte danach, die Starostins auf Grund der bereits zwei Jahre zuvor erhobenen Vorwürfe verhaften zu lassen, war jedoch damit nicht erfolgreich, da sich der damalige Regierungschef Wjatscheslaw Molotow weigerte, den Haftbefehl zu unterschreiben. Grund dafür soll gewesen sein, dass die Töchter Molotows und Starostins befreundet waren.

### Verhaftung und Urteil
Es dauerte noch drei weitere Jahre, ehe es Beria gelang, Starostin, seine Brüder sowie eine Reihe weiterer Spartakmitglieder im März 1942 verhaften zu lassen. Starostin verbrachte beinahe zwei Jahre in der Lubjanka. Zunächst wurde den Festgenommenen vorgeworfen, „an den kriminellen Aktivitäten des Volksfeindes Kosarew“ beteiligt gewesen zu sein, darunter der angebliche Versuch, einen Anschlag auf das Leben Stalins während der Parade auf dem Roten Platz geplant zu haben. Weiters behauptete die Anklage, sie hätten 160.000 Rubel unterschlagen und illegal erworbene Lebensmittel für Wehrdienstbefreiungen getauscht.
Im November 1943 erfolgte der Urteilsspruch und die Brüder Starostin wurden des „Lobes bourgeoisen Sports und des Versuchs bourgeoise Moral in den sowjetischen Sport einzuschleppen“ für schuldig gesprochen und erhielten jeweils eine zehnjährige Strafe in den Arbeitslagern. Starostin bezeichnete dieses Urteil später als „für diese Zeiten nahezu ein Nicht-schuldig-Urteil.“ und „Die Starostins existierten nicht für sich alleine. In den Köpfen der Leute personifizierten sie Spartak. Beria musste sich mit den Hoffnungen von Millionen von Fans auseinandersetzen, gewöhnlicher sowjetischer Leute.“

### Die Zeit in den Lagern und im Exil
Zunächst wurde Starostin in ein Lager in den Ölfeldern bei Uchta überstellt. Dort zeigte sich rasch, dass der Lagerkommandant ihn nicht als Lagerarbeiter, sondern als Trainer des lokalen Dynamo-Fußballvereins einzusetzen beabsichtigte. Nach einem Jahr kam er in ein Lager in Chabarowsk an der chinesischen Grenze und danach nach Komsomolsk am Amur. Auch in diesen Lagern war er als Fußballtrainer bei Dynamo-Vereinen tätig, was erhebliche Privilegien für ihn bedeutete, er musste nicht in den Baracken leben, sondern konnte sich im jeweiligen Stadion einrichten, musste nicht die schwere körperliche Arbeit anderer Häftlinge verrichten, konnte zu Auswärtsspielen mitfahren und erhielt fallweise auch Besuch von seiner Familie. Starostin beschreibt diese Zeit mit „Ich will aus mir keinen Märtyrer machen. Es ist da schon einiges vorgefallen, aber im Wesentlichen saß ich meine Zeit unter keinen erschwerten Umständen ab.“
1948 wurde er in seinem sibirischen Gefängnis vom lokalen Parteisekretär geweckt, der ihm die Mitteilung machte, Stalin wäre am Telefon und wolle ihn sprechen. Es handelte sich dabei um Wassilij Stalin, den Sohn des Diktators. Die beiden kannten einander aus den 1930er Jahren als Starostins Tochter und Wassilij gemeinsam dem Spartak Reitclub angehörten. Nun war er von seinem Vater als Befehlshaber der Luftwaffe des Militärbezirks Moskau eingesetzt worden und war als solcher auch für den Luftwaffensportclub WWS Moskau verantwortlich, wo er versuchte, einige der besten Spieler Russlands zusammenzubringen. Auf Vorschlag eines Spielers entschied er sich, Starostin als Trainer einzusetzen.
Wassilij Stalin schickte sein Privatflugzeug nach Fernost und holte Starostin nach Moskau. Dort erfuhr Berias Nachfolger als Minister für Staatssicherheit und Dynamo-Vorsitzender, Wiktor Abakumow, umgehend von der Rückkehr und schickte Geheimpolizisten zu Starostin, welche ihm 24 Stunden Zeit gaben, Moskau wieder zu verlassen. Daraufhin nahm Wassilij Stalin den Trainer in seine Residenz auf und stellte ihn unter seinen persönlichen Schutz. Starostin schrieb darüber in seinen Erinnerungen: „Ich erkannte die tragik-komische Situation, in der ich mich befand – unter dem persönlichen Schutz des Sprösslings des Tyrannen. Wir waren bestimmt, unzertrennlich zu werden. Wir gingen überall gemeinsam hin: ins Luftwaffen-Hauptquartier, zum Training, in seine Datscha. Wir schliefen selbst im selben großen Bett. Und wenn wir zu Bett gingen, legte Wassilij Josifowitsch jedes Mal seinen Revolver unter den Kopfpolster.“
Als Stalin einmal betrunken war, kletterte Starostin durch das Fenster, um seine Familie zu besuchen. Schon am nächsten Morgen warteten Zivilpolizisten auf ihn und setzten ihn in einen Zug in den nördlichen Kaukasus. Doch auch der Luftwaffenchef hatte von der Aktion erfahren und so ließ er Starostin aus dem Zug holen und brachte ihn zurück nach Moskau. Mit Starostin an seiner Seite besuchte Stalin danach ein Spiel von Dynamo. Stalin rief Abakumows Stellvertreter an und brüllte ins Telefon: „Noch vor zwei Stunden haben Sie gesagt, Sie wüssten nicht, wo Starostin steckt. (…) Er sitzt hier neben mir. Ihre Jungs hatten ihn entführt. Merken Sie sich, dass wir in unserer Familie eine Beleidigung nie vergessen. Das lassen Sie sich von General Stalin gesagt sein.“ Dennoch konnte Starostin Stalin davon überzeugen, ihn nicht mehr in Moskau einzusetzen. Stalin erklärte sich bereit, ihn zum Trainer des Dynamoteams von Uljanowsk zu machen. Auf dem Weg dorthin wurde er aber wieder vom Geheimdienst abgefangen und ins Exil nach Akmolinsk in der kasachischen Steppe verbracht.
Dort betreute er zunächst wieder ein lokales Fußballteam, wurde aber bald in die damalige Hauptstadt der Republik Alma-Ata gebracht, wo er sowohl die Fußball- als auch die Eishockeymannschaft von Dinamo Alma-Ata betreute. Dabei spielte die Fußballmannschaft in der zweiten sowjetischen Liga.

### Rehabilitierung und neue Erfolge
Nach dem Tod von Josef Stalin wurde das Urteil über die Starostins einer Revision unterzogen und die Brüder wurden schließlich rehabilitiert. Nikolai kehrte nach Moskau zurück, erhielt seine Auszeichnungen (darunter den „Verdienten Meister des Sports“) zurück und übernahm 1955 wieder die Führung von Spartak.
Während der nächsten beinahe 40 Jahre war Starostin mit zwei kurzen Unterbrechungen als Präsident von Spartak tätig. Dabei konnte die Mannschaft insgesamt zehn sowjetische und russische Meistertitel und neun Cupsiege erreichen. Starostin gehörte zu den anerkanntesten Sportfunktionären dieser Zeit und wurde unter anderem mit dem Orden Held der sozialistischen Arbeit ausgezeichnet.
Dabei waren seine Methoden durchaus nicht immer unumstritten, wie eine Episode aus der Meistersaison 1969 zeigt, als Spartak ein entscheidendes Spiel gegen ZSKA gewann und kurz darauf einige ZSKA-Spieler neue Wohnungen durch die Moskauer Stadtverwaltung zugeteilt erhielten, zu welcher Starostin exzellente Beziehungen nachgesagt wurden.
Starostin führte Spartak auch in den ersten Jahren nach dem Zerfall der Sowjetunion unter neuen Umfeldbedingungen. In einem 1992 gegebenen Interview sagte er: „Wir wachsen so in den Kapitalismus hinein – seit wir auch offiziell Profis sind, haben wir keinen Geldmangel.“ Unter seiner Leitung wurde eine Reihe von Spitzenspielern zu westeuropäischen Vereinen transferiert, wie beispielsweise Igor Schalimow, Alexander Mostowoi und Raschid Rachimow.
1989 veröffentlichte er seine Lebenserinnerungen Futbol skvoz’ gody, die sich erstmals auch mit den Jahren im GULag beschäftigten, nachdem ein früher erschienenes Buch diesen Zeitraum noch ausließ.
Bis kurz vor seinem Tod war er noch für Spartak tätig und daneben Ehrenpräsident der internationalen Spartak-Organisation.

## Erfolge (Fußball)

### Als Spieler
- 2 × Sowjetischer Meister: 1928, 1932
- 3 × Russischer Meister: 1922, 1927, 1931
- 6 × Moskauer Meister: 1923F, 1924F, 1927F, 1927H, 1929F, 1934F
- 6 (inoffizielle) Spiele und 1 Tor für die sowjetische Nationalmannschaft

### Als Trainer und Funktionär
- 10 × Sowjetischer Meister: 1936H, 1938, 1939, 1956, 1958, 1962, 1969, 1979, 1987, 1989
- 3 × Russischer Meister: 1992, 1993, 1994
- 7 × Sowjetischer Cupsieger: 1938, 1939, 1958, 1963, 1965, 1971, 1992
- 1 × Russischer Cupsieger: 1994
- 3 × GUS-Cupsieger: 1993, 1994, 1995